# Impresa padronale
L'impresa padronale è un modello d'impresa a proprietà chiusa (o concentrata). Si caratterizza per l'appartenere a un numero ristretto di persone, spesso legate da rapporti familiari, se non addirittura a una sola persona, nei casi di unità di piccole dimensioni. I proprietari esercitano essi stessi il supremo potere di guida e di governo, assumendo di frequente, peraltro, le decisioni operative: in tal senso, essi rappresentano il soggetto economico e insieme svolgono funzioni dirigenziali.

## Caratteristiche
L'impresa padronale, che può essere di piccole, medie e grandi dimensioni, ha una struttura articolata e unitaria, poiché essa è per lo più connaturata con l'imprenditore, il quale è l'unico individuo al comando. Per quanto riguarda la stabilità, essa è alta, poiché di solito colui che la possiede, la mantiene per un lungo periodo e non intende alienarla, né trovare dei soci (in tal caso l'impresa avrebbe un consiglio di amministrazione). 
L'impresa padronale ha come punti di forza innanzitutto l'attitudine al sacrificio, poiché l'imprenditore considera l'impresa come parte di sé stesso ed è disposto anche a perdere pur di mantenerla in vita, in secondo luogo la creatività, e infine la capacità di cogliere le occasioni in maniera molto rapida. Ma per contro essa soffre di “nanismo”, nel senso che tende a restare relativamente troppo piccola di dimensioni, poiché spesso l'imprenditore non vuole soci e ciò gli impedisce di attirare risorse non solo finanziarie (il che riguarda la dimensione del patrimonio di cui dispone l'impresa), ma anche umane e qualificate (cioè il possesso di idonee competenze e capacità atte a gestire lo sviluppo), portando così a delle difficoltà sia finanziarie che di crescita e sviluppo dell'impresa.
Nell'impresa padronale, la figura chiave è l'imprenditore, il soggetto creativo e molto attento alla qualità.